# Kreßberg
Kreßberg település Németországban, azon belül Baden-Württembergben. Lakosainak száma 4065 fő (2023. december 31.).

## Népesség
| Lakosok száma | 3087 | 3168 | 3319 | 3336 | 3251 | 3890 | 3883 | 3887 | 3857 | 4065 |
|               | 1961 | 1967 | 1974 | 1980 | 1987 | 1993 | 2000 | 2006 | 2013 | 2023 |